# Hugh Bicheno
Hugh Bicheno (* 1948 in Cienfuegos, Kuba) ist ein britisch-US-amerikanischer Historiker mit Fachgebiet Krieg und Kriegsgeschichte, Analyst für politische Risiken und Schriftsteller. Zu seinen meistverkauften Büchern gehören Razor’s Edge: the Unofficial History of the Falklands War sowie Rebels and Redcoats: The American Revolutionary War.

## Leben
Bicheno wurde 1948 in Cienfuegos (Kuba) als Sohn britischer Eltern geboren. Seine schulische Ausbildung begann er in Schottland und kam 1957 nach Chile, wo er sie beendete. Mit einem Stipendium studierte er Geschichte am Emmanuel College an der Universität Cambridge. Seinen Abschluss machte er mit der bestmöglichen Note (First Class Honours degree). 1969 kehrte er nach Santiago de Chile zurück, arbeitete dort als Lehrer und war gleichzeitig weiterhin in der akademischen Forschung tätig. Nach eigenen Angaben gelangweilt und desillusioniert, verließ er das akademische Milieu, trat dem britischen Geheimdienst MI6 bei und diente in London und Buenos Aires. Sein nächstes Betätigungsfeld war die Sicherheitsbranche. Als freiberuflicher Sicherheitsberater mit Spezialisierung auf Kindesentführungsverhandlungen wirkte Bicheno ab 1980 hauptsächlich in Südamerika sowie in Italien. Aufgrund seiner Arbeit im Bereich des Geheimdienstes und der privaten Sicherheit achtete Bicheno stets auf hohe Vertraulichkeit seiner Daten, weshalb sein Lebenslauf teilweise lückenhaft ist.
Nachdem er 1999 nach England umgezogen war, widmete er sich der Erforschung von politischen Konflikten und der Kriegsgeschichte. Als Autor fanden diese Themen Eingang in mehrere Bücher und Zeitschriftenartikel. Bicheno besitzt sowohl die US-amerikanische als auch die britische Staatsbürgerschaft, ist bilingual englisch-spanisch aufgewachsen, des Italienischen und Französischen mächtig und versteht auch Portugiesisch.

## Rezeption
Der verstorbene Militärhistoriker Sir John Keegan bemerkte zum Werk Razor's Edge: „Bicheno hat sehr viel [über den Falklandkrieg] zu sagen, höchst unterhaltsam“ und beschrieb das Buch als „packend und unbehaglich“. Robert Fox, Journalist für The Guardian, rezensierte dasselbe Buch. Bichenos Untersuchung beruhe oft auf Hörensagen: „Auch wenn dieses Buch ein gutes Lesevergnügen sein mag, es ist keine gute historische Abhandlung.“ Max Hastings, Journalist der Daily Mail, attestiert Bicheno beim selben Werk „zu wissen, wie Kriege geführt werden… Bicheno weiß, wie Soldaten Kriege führen und hat uns allen einen Gefallen getan, indem er dies so treffend beschrieben hat“. Diese Kritik ist auf dem Umschlag des Buches zu finden. Peter J. Beck von der Kingston University betont Bichenos gekonnte erzählerischen Wiedergabe der Ereignisse als Hauptstärke des Buches. Er lobt seine detaillierte Berichterstattung und bezeichnet die Handlung als ‚ultra-konservativ‘. Er kritisierte jedoch den Untertitel des Buches. Die Leser würden bei der Frage, weshalb Bicheno seine Studie als ‚inoffizielle Geschichte‘ präsentiert, sich selbst überlassen. Beck wirft die Frage auf, ob nicht jede Geschichtsschreibung, die nicht auf privilegiertem Zugang zu geschlossenen Akten basiere, ‚inoffiziell‘ sei. Das Werk Vendetta: High Art and Low Cunning at the Birth of the Renaissance wurde von István Szijártó und Sigurður Gylfi Magnússon in ihrem akademischen Buch über Mikrogeschichte (What is microhistory?) gewürdigt: „Von seinem Buch können wir am meisten über die Welt der Kriegsführung in der Renaissance erfahren.“

## Werke
- Gettysburg. Cassel, London 2001, ISBN 0-304-35698-0
- Midway. Cassell, London 2001, ISBN 0-304-35715-4
- Rebels & Redcoats: The American Revolutionary War. HarperCollins, London 2003, ISBN 0-00-715625-1
- Crescent and Cross: The Battle of Lepanto, 1571. Cassell, London 2003, ISBN 0-304-36319-7
- Razor's Edge: The Unofficial History of the Falklands War. Weidenfeld & Nicolson, London 2006, ISBN 0-297-84633-7
- Vendetta: High Art and Low Cunning at the Birth of the Renaissance. Weidenfeld & Nicolson, London 2008, ISBN 978-0-297-84634-5
- Elizabeth's Sea Dogs: How the English Became the Scourge of the Seas. Conway, London 2012 ISBN 978-1-84486-174-3
- Battle Royal: the Wars of Lancaster and York 1440-1462. Head of Zeus, London 2015, ISBN 978-1-78185-965-0
- Blood Royal: the Wars of Lancaster and York 1462-1485. Head of Zeus, London 2016 ISBN 978-1-78185-968-1
- Crescent and Cross. Endeavour Kindle Edition, 2019